# Ano Liosia Olympic Hall
SUNEL Arena è un'arena che si trova ad Atene in Grecia, dove si sono svolte le gare di judo e di lotta in occasione Giochi della XXVIII Olimpiade del 2004. L'arena può contenere sino a 9.327 spettatori, ma soltanto 6.200 posti a sedere sono stati realizzati per le olimpiadi. L'arena si trova ad Ano Liosia, un sobborgo a nord-ovest del centro di Atene. Può essere utilizzata come un'attrezzatura polisportiva e polifunzionale.
Dopo le olimpiadi, il luogo è divenuto la sede di varie produzioni televisive, tra cui la versione greca del reality show di So You Think You Can Dance. In seguito è diventata la sede dell'Accademia di cultura ellenica di Cultura ed archivio digitale.
Dal 19 maggio al 6 giugno 2010, l'arena ha ospitato i campionati nazionali di hockey sul ghiaccio maschili e femminili.